# Vrabci na dvorišču
Avtor kolektivnega romana Vrabci na dvorišču je Miško Kranjec. Delo opisuje čas v povojnih letih. Knjiga je bila izdana pri Mladinski knjigi, leta 1962. Obsega 469 strani oz. 189.000 besed.

## Zgodba
Zgodba se dogaja v prvih povojnih letih in nima glavne osebe. Roman je napisan v tretji osebi. 
Dogajanje se odvija v hiši in pred hišo gospoda Koprive, v ljubljanskem predmestju. V hiši stanuje kopica glasnih otrok, zato jih sostanovalci kličejo vrabci. Predstavljeno je veliko najrazličnejših zgodb, ki se ne razpletejo do konca. Prikazane osebe so: Cregorčeva mamka, Smrekarjev Jože, brezdomec Sova, Mojca, družina Rojc, Stanko Godec, družina Drobnič, Ciril Zavrl ... Zakonca Drobnič se ločita, njuni otroci pa na to reagirajo različno. Rezika in Luka ostaneta doma, Marko pa odide k stricu. Do nesporazuma pride tudi med profesorjem Saškom in učencem Cirilom, ker profesor daje napredni mladini nezadostne ocene. Veliko potegavščin, kot so spreminjanje ocen v redovalnici, zmeda s pismi ter podtikanje najrazličnejših predmetov po žepih, stori Sova.
Na koncu romana gospod Kopriva umre, otroci pa se ga spominjajo kot hudobnega gospoda.

## Kritike
»Kranjec je za svoj tekst nabral mnogo hvaležnega gradiva, a ga ni dovolj skrbno razporedil, oziroma ga je snov zasula do take mere, da so ljudje in zgodbe okrog njih ostali bolj ali manj fragmenti. Zato je končni vtis precej slab, ne glede na to, da so posamezna mesta napisana lepo, spretno, z močnim občutkom za aktualnost v povojni družbi, za kočljive življenjske situacije in za vse dobro in hudobno v ljudeh.« 
»Iz tega pestrega gradiva bi bil pisatelj utegnil napraviti dober tekst, če ne bi bil zgrešil osnovnega razmerja do svojih ljudi in med njimi samimi in če bi se bil omejil le na nekaj posameznih usod sredi dane družbene situacije.« 
» Kaže pa, da je pisateljev posluh za konkretno dogajanje v človeku in v družbi večji kakor pa njegova sposobnost to dogajanje posredovati v ustreznem umetniškem jeziku. Zato nas osebe iz romana večinoma ne prepričajo, pa naj gre za starega buržuja in izkorišče-vavca Koprivo, zdaj izrazitega nasprotnika nove države, za pobožnjakarsko Cregorčevo mamko, pri kateri se zbira reakcija, ali pa za Smrekarjevega Jožeta, starega partizana, aktivista in prijatelja otrok, ali za Rojčevo Doro, ki vse dni hodi po sestankih.
Se slabše je pisatelj predstavil otroško druščino na dvorišču. Nekritično ji daje prednost pred odraslimi, ki dostikrat stojijo pred »vrabci« z dvorišča kot na pol smešne, vendar spet ne resnično smešne kreature, nemočni in zbegani spričo otroške spretnosti in prebrisanosti.«
»Take in podobne vragolije so neprepričljive, otroci nam z njimi nikakor ne postajajo simpatični, kot je to hotel pisatelj, ampak cesto nagibajo celo v pobalinstvo slabše vrste. Tu pa tam so ljubki le manjši Rojčevi ali Drobničevi otroci, a njihovo modrovanje je spet preveč otroško pametno, včasih tudi utrujajoče dolgovezno.«
»Očitno je avtor fabulativno plat romana preširoko zajel, zaradi česar mnogih zgodb ni mogel niti razviti, nekatere so ostale brez pravega zaključka, tako da delo daje vtis hlastanja in nedognanosti.«
»Impresivno sta opisana Rezika in Luka, kako v njunih ranjenih otroških dušah odmeva ta korak staršev. Vendar je pisatelja prej zasula kopica drugih zgodb, preden je mogel problem do konca razrešiti; kaže tudi, kot da se ptičkov ni upal pustiti brez gnezda, ampak je sprta zakonca nazadnje pustil v ne čisto razčiščenem sožitju. Kljub temu pa problem Drobničeve družine spada med najbolje napisane strani v romanu.«
»Se najbolj se je pisatelju posrečila, zlasti glede na razmerje med mladimi in starimi, zgodba z Zavrlovim Cirilom in profesorjem Saškom./.../ Zanimiv problem in hkrati eno najboljših poglavij v romanu. Vendar ga je pisatelj rešil le na pol, oziroma ni zavzel do stvari čisto jasnega stališča. Čeprav čutimo njegov odpor do take vrste aktivizma, ki znanja ne potrebuje in ga ne zajema v okvir svoje dejavnosti, ki izkorišča politične pozicije za dosego osebnih ciljev, pa Saškovo razmišljanje o tem dogodku skorajda zabriše pisateljevo ogorčenost nad površnim, važnost znanja zanikujočim aktivizmom.«
»Pisatelj je s prizorom v šoli, ko nastopata Sašek in Ciril, napravil tisto, kar marsikje drugod v romanu pogrešamo: svoje misli in spoznanja je skril za dogodke, ni jih izpovedoval naravnost, deklarativno.
Škoda, da pisatelj ni dolgo ostal na tej višini.«
»Sova naj bi bil na koncu že kar glavni junak romana, a je najslabše zadet, je poln nerazumljivih in nelogičnih nasprotij, medtem ko Zavrlov Ciril v svojem ravnanju ostaja sam sebi zvest in je tako bliže kot Sova temu, da bi v romanu postal resničen predstavnik enega dela povojne mladine.«
(Jože Šifrer, 1964)